# Communauté de communes du Pays de Chalais
Pour les articles homonymes, voir Chalais.
La  Communauté de communes du Pays de Chalais est une ancienne communauté de communes française, située dans le département de la Charente et le pays Sud Charente.
Elle a fusionné le 1er janvier 2014 au sein de la communauté de communes Tude et Dronne.

## Historique
La communauté de communes du Pays de Chalais a été créée par le docteur Jean Lacamoire, maire et conseiller général de Chalais, en 1993.
Dans le cadre de la réforme territoriale, la Communauté de communes du Pays de Chalais a fusionné avec les communautés de communes du pays d'Aubeterre et du Montmorélien, auxquelles s'ajoutent les communes de Châtignac et Saint-Laurent-des-Combes, issues de la communauté de communes des 4B - Sud-Charente, et celles de Rioux-Martin et Yviers, jusqu'alors « isolées » (ne faisant partie d'aucun EPCI) pour créer la nouvelle communauté de communes Tude et Dronne le 1er janvier 2014.

## Administration
- Régime fiscal (au 01/01/2006) : Taxe professionnelle unique (TPU).

### Liste des présidents
| Période | Période       | Identité        | Étiquette | Qualité |
| ------- | ------------- | --------------- | --------- | ------- |
| ?       | décembre 2013 | Michel Dubreuil |           |         |

### Siège
2, rue Jean Rémon - B.P 51, 16210 Chalais.

## Composition
Elle regroupait 11 communes le 1er janvier 2013 :
| Code INSEE | Commune                  | Maire             | Population | Superficie | Densité      | Délégués |
| ---------- | ------------------------ | ----------------- | ---------- | ---------- | ------------ | -------- |
| 16029      | Bardenac                 | André Jouannet    | 238 hab.   | 8,04 km²   | 30 hab./km²  |          |
| 16034      | Bazac                    | Gilbert Lucas     | 150 hab.   | 4,92 km²   | 30 hab./km²  |          |
| 16063      | Brie-sous-Chalais        | Claude Rocher     | 159 hab.   | 10,34 km²  | 15 hab./km²  |          |
| 16073      | Chalais                  | Jean-Claude Maury | 2 027 hab. | 17,58 km²  | 115 hab./km² |          |
| 16112      | Courlac                  | Thierry Crochet   | 59 hab.    | 6,58 km²   | 9 hab./km²   |          |
| 16117      | Curac                    | André Thomas      | 110 hab.   | 4,92 km²   | 22 hab./km²  |          |
| 16215      | Médillac                 | Gilles Devaire    | 168 hab.   | 5,84 km²   | 29 hab./km²  |          |
| 16222      | Montboyer                | Michel Dubreuil   | 415 hab.   | 26,79 km²  | 15 hab./km²  |          |
| 16252      | Orival                   | Jean-Paul Letard  | 153 hab.   | 5,43 km²   | 28 hab./km²  |          |
| 16302      | Saint-Avit               | Nicole Tugal      | 180 hab.   | 3,66 km²   | 49 hab./km²  |          |
| 16346      | Saint-Quentin-de-Chalais | Joël Papillaud    | 250 hab.   | 12,38 km²  | 20 hab./km²  |          |
|            |                          |                   | 3 909 hab. | 106,48 km² | 37 hab./km²  |          |

## Compétences
Nombre total de compétences exercées en 2013 : 11.